# Kaveripattinam (Dharmapuri)
Kaveripattinam é uma panchayat (vila) no distrito de Dharmapuri, no estado indiano de Tamil Nadu.

## Demografia
Segundo o censo de 2001,  Kaveripattinam  tinha uma população de 14,417 habitantes. Os indivíduos do sexo masculino constituem 50% da população e os do sexo feminino 50%. Kaveripattinam tem uma taxa de literacia de 74%, superior à média nacional de 59.5%: a literacia no sexo masculino é de 81% e no sexo feminino é de 67%. Em Kaveripattinam, 11% da população está abaixo dos 6 anos de idade.